# Primeira fase da Copa Libertadores da América de 2009
A primeira fase da Copa Libertadores da América de 2009 foi disputada entre os dias 27 de janeiro e 5 de fevereiro. Os seis vencedores de cada chave juntaram-se as outras 32 equipes da segunda fase, disputada no sistema de grupos.
Nessa fase, as equipes se enfrentaram em jogos eliminatórios de ida e volta, classificando-se a que somasse mais pontos. Em caso de iguldade em pontos, a regra do gol marcado como visitante entraria em consideração. Persistindo o empate, a vaga seria definida nas disputas por pênaltis.

## Resultados
| Chave | Equipe 1               | Total    | Equipe 2         | Ida | Volta |
| ----- | ---------------------- | -------- | ---------------- | --- | ----- |
| 1     | Independiente Medellín | 4–0      | Peñarol          | 4–0 | 0–0   |
| 2     | Sporting Cristal       | 2–2 (gf) | Estudiantes      | 2–1 | 0–1   |
| 3     | El Nacional            | 3–8      | Nacional         | 0–5 | 3–3   |
| 4     | Deportivo Anzoátegui   | 2–3      | Deportivo Cuenca | 2–0 | 0–3   |
| 5     | Palmeiras              | 7–1      | Real Potosí      | 5–1 | 2–0   |
| 6     | Universidad de Chile   | 2–2 (gf) | Pachuca          | 1–0 | 1–2   |

### Chave 1
Todas as partidas estão no horário local
| 28 de janeiro de 2009 | Independiente Medellín                | 4 – 0     | Peñarol | Estádio Atanasio Girardot, Medellín             |
| 21:30 (UTC-5)         | Martínez 15', 18', 46' · Corredor 34' | Relatório |         | Público: 15,750 Árbitro: PER Víctor Hugo Rivera |

| 3 de fevereiro de 2009 | Peñarol | 0 – 0     | Independiente Medellín | Estádio Centenario, Montevidéu             |
| 21:15 (UTC-3)          |         | Relatório |                        | Público: 19,590 Árbitro: PAR Carlos Torres |

### Chave 2
| 29 de janeiro de 2009 | Sporting Cristal           | 2 – 1     | Estudiantes | Estádio San Martín de Porres, Lima          |
| 15:00 (UTC-5)         | Palacios 42' · Hurtado 55' | Relatório | Pérez 29'   | Público: 16,302 Árbitro: CHI Carlos Chandía |

| 4 de fevereiro de 2009 | Estudiantes | 1 – 0     | Sporting Cristal | Estádio Ciudad de La Plata, La Plata         |
| 20:30 (UTC-3)          | Lentini 76' | Relatório |                  | Público: 20,426 Árbitro: BRA Leonardo Gaciba |

### Chave 3
| 27 de janeiro de 2009 | El Nacional | 0 – 5     | Nacional                                                 | Estádio Olímpico Atahualpa, Quito         |
| 17:00 (UTC-5)         |             | Relatório | Román 51' · Núñez 56', 85' · Cáceres 70' · Melgarejo 87' | Público: 6,757 Árbitro: COL José Buitrago |

| 5 de fevereiro de 2009 | Nacional                      | 3 – 3     | El Nacional                       | Estádio General Pablo Rojas, Assunção      |
| 20:15 (UTC-4)          | Núñez 9', 14' · Melgarejo 28' | Relatório | Pita 32' · Ladines 35' · Zura 43' | Público: 2,801 Árbitro: ARG Sergio Pezzota |

### Chave 4
| 29 de janeiro de 2009 | Deportivo Anzoátegui         | 2 – 0     | Deportivo Cuenca | Estádio José Antonio Anzoátegui, Puerto La Cruz |
| 21:30 (UTC-4:30)      | Espíndola 11' · González 51' | Relatório |                  | Público: 10,000 Árbitro: PER Víctor Carrillo    |

| 3 de fevereiro de 2009 | Deportivo Cuenca                         | 3 – 0     | Deportivo Anzoátegui | Estádio Alejandro Serrano Aguilar, Cuenca   |
| 20:45 (UTC-5)          | Teixeira Pereira 27', 68' · Villalba 74' | Relatório |                      | Público: 7,275 Árbitro: BOL Óscar Maldonado |

### Chave 5
| 29 de janeiro de 2009 | Palmeiras                                                                       | 5 – 1     | Real Potosí   | Estádio Palestra Itália, São Paulo           |
| 20:30 (UTC-3)         | Keirrison 3', 20' (pen) · Diego Souza 39' · Cleiton Xavier 58' · Edmílson 90+1' | Relatório | Rodríguez 22' | Público: 23,694 Árbitro: URU Roberto Silvera |

| 4 de fevereiro de 2009 | Real Potosí | 0 – 2     | Palmeiras                          | Estádio Víctor Agustín Ugarte, Potosí      |
| 21:00 (UTC-4)          |             | Relatório | Cleiton Xavier 29' · Keirrison 74' | Público: 3,055 Árbitro: PAR Carlos Galeano |

### Chave 6
| 28 de janeiro de 2009 | Universidad de Chile | 1 – 0     | Pachuca | Estádio Santa Laura, Santiago |
| 19:00 (UTC-4)         | Díaz 4'              | Relatório |         | Árbitro: BRA Héber Lopes      |

| 4 de fevereiro de 2009 | Pachuca                           | 2 – 1     | Universidad de Chile | Estádio Hidalgo, Pachuca                      |
| 21:15 (UTC-6)          | Rodríguez 24' (pen) · Álvarez 86' | Relatório | Estrada 58'          | Público: 13,140 Árbitro: ECU Alfredo Intriago |